# Saint-Sorlin-en-Bugey
Saint-Sorlin-en-Bugey és un municipi francès situat al departament de l'Ain i a la regió d'Alvèrnia-Roine-Alps. L'any 2007 tenia 1.064 habitants.

## Demografia

### Població
El 2007 la població de fet de Saint-Sorlin-en-Bugey era de 1.064 persones. Hi havia 428 famílies de les quals 104 eren unipersonals (48 homes vivint sols i 56 dones vivint soles), 132 parelles sense fills, 152 parelles amb fills i 40 famílies monoparentals amb fills.
La població ha evolucionat segons el següent gràfic:
Habitants censats

### Habitatges
El 2007 hi havia 482 habitatges, 430 eren l'habitatge principal de la família, 32 eren segones residències i 19 estaven desocupats. 428 eren cases i 50 eren apartaments. Dels 430 habitatges principals, 325 estaven ocupats pels seus propietaris, 94 estaven llogats i ocupats pels llogaters i 11 estaven cedits a títol gratuït; 1 tenia una cambra, 32 en tenien dues, 60 en tenien tres, 133 en tenien quatre i 205 en tenien cinc o més. 308 habitatges disposaven pel capbaix d'una plaça de pàrquing. A 169 habitatges hi havia un automòbil i a 226 n'hi havia dos o més.

### Piràmide de població
La piràmide de població per edats i sexe el 2009 era:
| Homes | Edats   | Dones |
| ----- | ------- | ----- |
| 0     | 95 o +  | 0     |
| 4     | 90 a 94 | 0     |
| 0     | 85 a 89 | 12    |
| 4     | 80 a 84 | 4     |
| 4     | 75 a 79 | 28    |
| 12    | 70 a 74 | 20    |
| 16    | 65 a 69 | 20    |
| 48    | 60 a 64 | 8     |
| 24    | 55 a 59 | 40    |
| 24    | 50 a 54 | 24    |
| 52    | 45 a 49 | 36    |
| 56    | 40 a 44 | 36    |
| 24    | 35 a 39 | 40    |
| 32    | 30 a 34 | 28    |
| 28    | 25 a 29 | 48    |
| 28    | 20 a 24 | 25    |
| 32    | 15 a 19 | 32    |
| 28    | 10 a 14 | 36    |
| 48    | 5 a 9   | 16    |
| 12    | 0 a 4   | 28    |

## Economia
El 2007 la població en edat de treballar era de 710 persones, 538 eren actives i 172 eren inactives. De les 538 persones actives 504 estaven ocupades (275 homes i 229 dones) i 34 estaven aturades (14 homes i 20 dones). De les 172 persones inactives 50 estaven jubilades, 73 estaven estudiant i 49 estaven classificades com a «altres inactius».

### Ingressos
El 2009 a Saint-Sorlin-en-Bugey hi havia 444 unitats fiscals que integraven 1.087,5 persones, la mediana anual d'ingressos fiscals per persona era de 21.655 €.

### Activitats econòmiques
Dels 39 establiments que hi havia el 2007, 1 era d'una empresa extractiva, 1 d'una empresa alimentària, 8 d'empreses de construcció, 8 d'empreses de comerç i reparació d'automòbils, 3 d'empreses de transport, 2 d'empreses d'hostatgeria i restauració, 1 d'una empresa financera, 2 d'empreses immobiliàries, 6 d'empreses de serveis, 4 d'entitats de l'administració pública i 3 d'empreses classificades com a «altres activitats de serveis».
Dels 10 establiments de servei als particulars que hi havia el 2009, 4 eren paletes, 2 guixaires pintors, 1 fusteria, 1 lampisteria, 1 perruqueria i 1 restaurant.
Dels 2 establiments comercials que hi havia el 2009, 1 era un hipermercat i 1 una botiga de menys de 120 m².
L'any 2000 a Saint-Sorlin-en-Bugey hi havia 13 explotacions agrícoles que ocupaven un total de 637 hectàrees.

## Equipaments sanitaris i escolars
El 2009 hi havia una escola elemental.

## Poblacions més properes
El següent diagrama mostra les poblacions més properes.